# Ecumenism

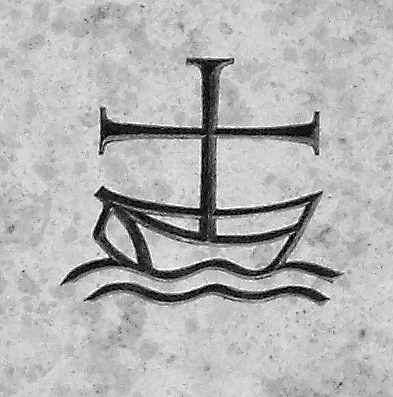
Unul din simbolurile comune ale ecumenismului prezintă biserica creștină ca un vas maritim purtând o cruce masivă „peste mări și țări”.

Ecumenismul este o mișcare religioasă care urmărește reuniunea tuturor bisericilor creștine într-una singură (din franceză, oecuménique, latină, oecumenicus, greacă, oikumenike).

## Institute ecumenice
- Centrul de Cercetări Teologice, Interculturale și Ecumenice „Sf. Ioan Cassian”  Arhivat în 25 septembrie 2017, la Wayback Machine.
- Centrul de Cercetare Ecumenică Sibiu
- Institutul ecumenic de la Bossey